# 브리톨리
브리톨리(이탈리아어: Brittoli)는 이탈리아 아브루초주 페스카라도에 위치한 코무네다. 그란산소 에 몬티델라라가 국립공원에 위치한다.